# Val Doonican
Michael Valentine "Val" Doonican (Waterford, 3 februari 1927 – 1 juli 2015) was een Ierse zanger. Tussen 1965 en 1986 had hij een eigen televisieshow bij de BBC, de Val Doonican Show, waarin hij zijn eigen liedjes zong en gasten ontving. In de jaren zestig van de 20e eeuw had hij vijf toptienhits in de UK Singles Chart.

## Levensloop
Doonican was de jongste van acht kinderen van John Doonican en Agnes Kavanagh. Zijn vader stierf in 1941 en de jonge Val Doonican moest zijn school opgeven om de kost te gaan verdienen. Hij ging werken bij een fabriek waar sinaasappelkistjes in elkaar werden gezet.
In zijn geboorteplaats Waterford trad hij als drummer toe tot een bandje. Na korte tijd verwisselde hij zijn drumstel voor een gitaar. Hij kon rondkomen van wat hij als muzikant verdiende en zegde zijn baan op. Hij had al opgetreden op de Ierse radio en televisie toen hij in 1951 naar Engeland vertrok, waar hij zich aansloot bij een groep die zich The Four Ramblers noemde. De groep toerde door het land en trad op in het programma Workers’ Playtime van de BBC-radio.
In de vroege jaren zestig ging hij zingen. Hij was succesvol en trad op voor de radio en in theaters. In 1963 mocht hij optreden in het London Palladium. Bill Cotton, een functionaris bij de BBC, zag hem optreden en bood hem na afloop een eigen tv-show aan. Val Doonican werd een bekende figuur op de Britse televisie; zijn show hield het meer dan twintig jaar uit. Hij presenteerde zijn show vaak zittend in een schommelstoel, zong easy-listeningmuziek en af en toe Ierse volksliedjes, waarbij hij zichzelf begeleidde op een akoestische gitaar. Hij ontving ook gasten; voor sommige artiesten, zoals Dave Allen, was The Val Doonican Show het startpunt van hun carrière.
Hij nam ook platen op. Vijf singles haalden de top tien in de UK Singles Chart. In 1968 haalde zijn lp Val Doonican Rocks, But Gently de eerste plaats in de UK Albums Chart.

## Privéleven
Doonican was getrouwd en had twee dochters. Hij leefde de laatste jaren van zijn leven deels in een dorpje in Buckinghamshire, deels in Spanje. Hij trad tot op hoge leeftijd op. Val Doonican overleed in 2015 op 88-jarige leeftijd.

## Parodieën
The Barron Knights parodieerden Walk Tall van Val Doonican in hun medley Pop Go the Workers. Daarin laten ze Doonican met opgeheven hoofd om opslag vragen. Het nummer The Intro and the Outro van de satirische Bonzo Dog Doo-Dah Band bestaat uit een lange reeks introducties van artiesten, die allemaal even een paar noten op hun instrument mogen spelen. Het begint met de leden van de band zelf, maar daarna komen ‘Adolf Hitler on vibes’, ‘Princess Anne on sousaphone’, ‘General de Gaulle on accordeon’, enzovoort. En zo ook: ‘Welcome, Val Doonican with himself.’ ‘Val Doonican’ zegt dan een paar maal: ‘Hello there!’

## Discografie (selectie)

### Hitsingles
- 1964: Walk Tall (3 in de UK Singles Chart)
- 1965: The Special Years (7 in de UK Singles Chart)
- 1966: Elusive Butterfly (5 in de UK Singles Chart)[2]
- 1966: What Would I Be (2 in de UK Singles Chart)
- 1967: If the Whole World Stopped Loving (3 in de UK Singles Chart)

### Verzamel-cd’s
- 2006: The Special Years:
  - Walk Tall / If the Whole World Stopped Loving / April Love / Can’t Help Falling in Love / Elusive Butterfly / You Needed Me / Now / What Would I Be Without Your Love? / Somewhere / If I Knew Then What I Know Now / Morning / Unforgettable / The Special Years / Where Is Love? / Almost Like Being in Love / When I Fall in Love / Song Sung Blue / Mind If I Make Love to You?
- 2010: Walk Tall: The Very Best of Val Doonican (dubbel-cd):
  - Walk Tall / The Special Years / I'm Gonna Get There Somehow / Elusive Butterfly / What Would I Be / Memories Are Made of This / Two Streets / If the Whole World Stopped Loving / You’re the Only One / Now / If I Knew Then What I Know Now / Ring of Bright Water / Morning / Heaven Is My Woman’s Love / Delaney’s Donkey / Paddy McGinty’s Goat / O’Rafferty’s Motor Car / When You Were Sweet Sixteen / A Bunch of Thyme / Scarlet ribbons / You Were Always on My Mind / For the Good Times / King of the Road / He'll Have to Go / Green Green Grass of Home / It’s Impossible / The First Time Ever I Saw Your Face / Song Sung Blue / Daughter / 59th Street Bridge Song (Feelin’ Groovy) / Scarborough Fair / If I Were a Carpenter / The Streets of London / Durham Town / All My Loving / Yesterday / Liverpool Lullaby / Wind Beneath My Wings / Windmills of Your Mind / Stranger on the Shore